# دستگرد (بخش مرکزی کهگیلویه)
دستگرد یک روستا در ایران است که در دهستان دهدشت شرقی واقع شده‌است. دستگرد ۴۷۳ نفر جمعیت دارد.